# Ardennes (departma)
Ardennes (Ardeni) (oznaka 08) so francoski departma, ki se imenuje po Ardenih, gorskem masivu na severovzhodu države. 

## Zgodovina
Departma je bil ustanovljen v času francoske revolucije 4. marca 1790 iz delov nekdanjih pokrajin Šampanje in Argone ter kneževine Sedan.
Ozemlje je bilo prizorišče več vojaških spopadov v prvi (bitka v Ardenih) in drugi svetovni vojni (Ardenska ofenziva).

## Geografija
Ardennes (Ardeni) ležijo v severnem delu regije Šampanja-Ardeni ob meji z Belgijo. Na vzhodu mejijo na lorenski departma Meuse, na jugu na Marno, na zahodu na departma regije Pikardija Aisne, medtem ko na severu mejijo z Belgijo.